# 東大成賢学院駅
東大成賢学院駅（とうだいせいけんがくいんえき）は、中華人民共和国江蘇省南京市浦口区高新路と文景路の交叉点にある、南京地下鉄3号線の駅である。

## 歴史
- 2015年4月1日3号線の駅として開業。

## 駅構造

### のりば
| 番線 | 路線            | 方面                                   | 行先        |
| ---- | --------------- | -------------------------------------- | ----------- |
|      | 南京地下鉄3号線 | 星火路・林場・南京北駅・花旗営 方面    | 琥珀泉 行き |
|      | 南京地下鉄3号線 | 雨花門・大明路・誠信大道・秣周東路方面 | 秣陵 行き   |

## 隣の駅
南京地下鉄
■3号線
星火路駅- 東大成賢学院駅- 泰馮路駅